# Porsche 992

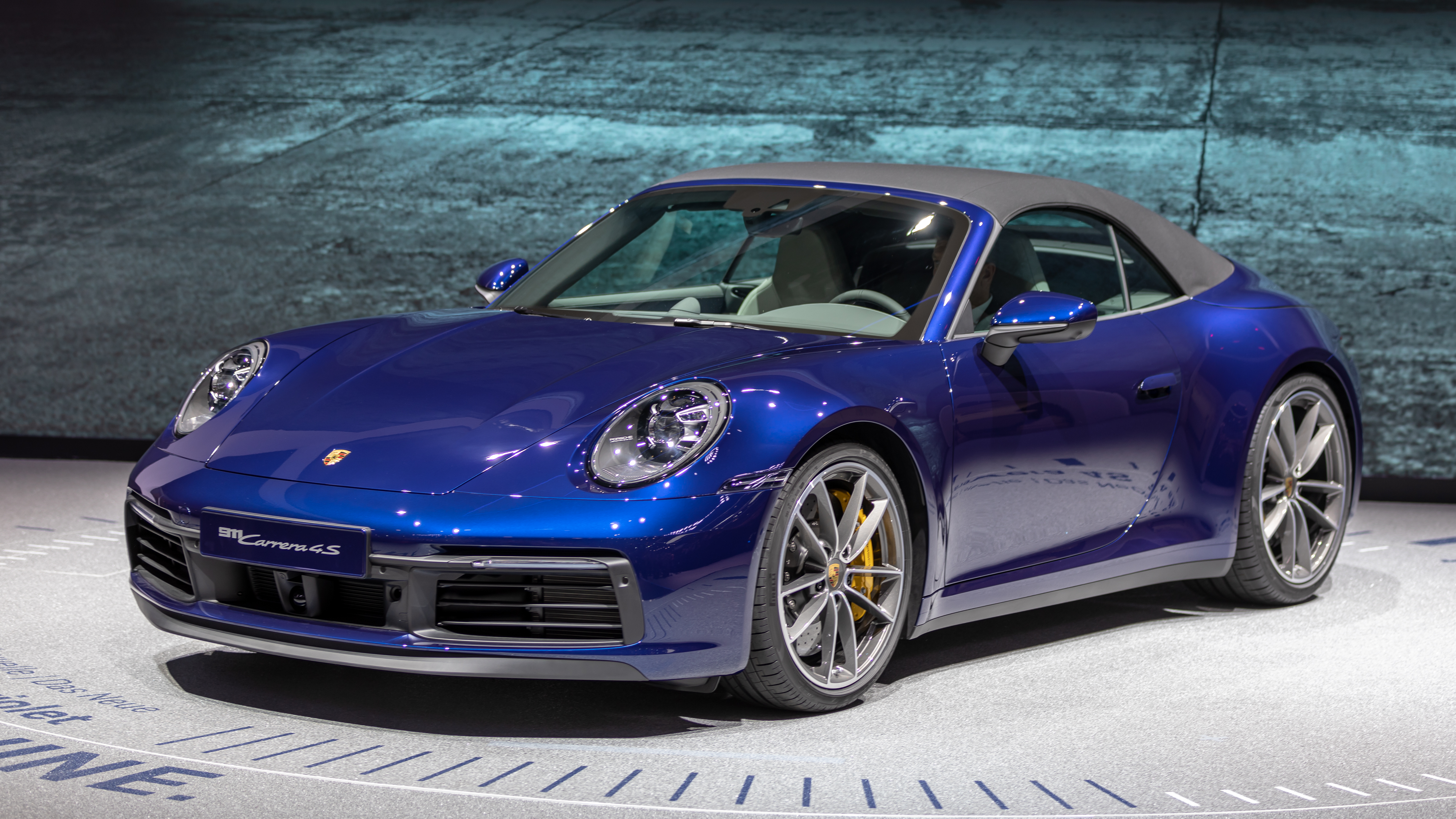
Carrera 4S Cabriolet Internationella bilsalongen i Genève, 2019

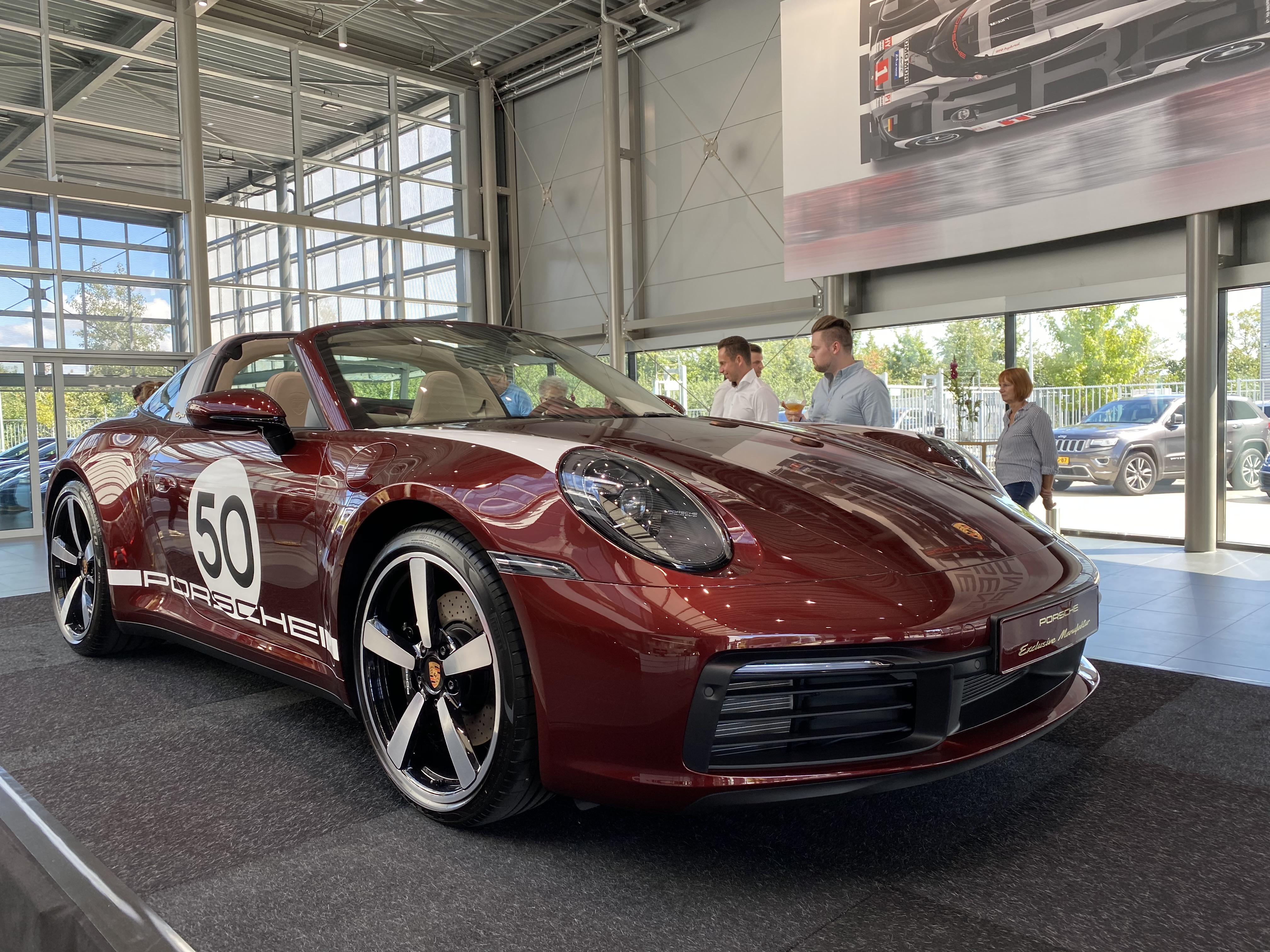
Porsche 992 Targa 4S Heritage Design Edition

Porsche 992 är en sportbil som den tyska biltillverkaren Porsche introducerade på bilsalongen i Los Angeles i november 2018.

## Porsche 992

### Tekniska data
| Porsche 992:                   | 911 Carrera                                                                      | 911 Carrera S                                                                    | 911 Carrera GTS                                                                  | 911 Turbo                                                                        | 911 Turbo S                                                                      |
| ------------------------------ | -------------------------------------------------------------------------------- | -------------------------------------------------------------------------------- | -------------------------------------------------------------------------------- | -------------------------------------------------------------------------------- | -------------------------------------------------------------------------------- |
| Förbränningsmotor:             | 6-cyl boxermotor med turbo                                                       | 6-cyl boxermotor med turbo                                                       | 6-cyl boxermotor med turbo                                                       | 6-cyl boxermotor med turbo                                                       | 6-cyl boxermotor med turbo                                                       |
| Cylindervolym:                 | 2981 cm³                                                                         | 2981 cm³                                                                         | 2981 cm³                                                                         | 3745 cm³                                                                         | 3745 cm³                                                                         |
| Borrning x slaglängd:          | 91,0 x 76,4 mm                                                                   | 91,0 x 76,4 mm                                                                   | 91,0 x 76,4 mm                                                                   | 102,0 x 76,4 mm                                                                  | 102,0 x 76,4 mm                                                                  |
| Max effekt:                    | 380 hk vid 6 500 v/min                                                           | 450 hk vid 6 500 v/min                                                           | 480 hk vid 6 500 v/min                                                           | 580 hk vid 6 050 v/min                                                           | 650 hk vid 6 750 v/min                                                           |
| Max vridmoment:                | 450 Nm vid 1 950 v/min                                                           | 530 Nm vid 2 300 v/min                                                           | 570 Nm vid 2 300 v/min                                                           | 750 Nm vid 2 250 v/min                                                           | 800 Nm vid 2 500 v/min                                                           |
| Ventilstyrning:                | Dubbla överliggande kamaxlar per cylinderrad, 4 ventiler per cylinder            | Dubbla överliggande kamaxlar per cylinderrad, 4 ventiler per cylinder            | Dubbla överliggande kamaxlar per cylinderrad, 4 ventiler per cylinder            | Dubbla överliggande kamaxlar per cylinderrad, 4 ventiler per cylinder            | Dubbla överliggande kamaxlar per cylinderrad, 4 ventiler per cylinder            |
| Bränslesystem:                 | Direktinsprutning                                                                | Direktinsprutning                                                                | Direktinsprutning                                                                | Direktinsprutning                                                                | Direktinsprutning                                                                |
| Kylning:                       | Vätskekylning                                                                    | Vätskekylning                                                                    | Vätskekylning                                                                    | Vätskekylning                                                                    | Vätskekylning                                                                    |
| Växellåda:                     | 8-växlad dubbelkopplingslåda (PDK)                                               | 7-växlad växellåda Tillval: 8-växlad PDK                                         | 7-växlad växellåda Tillval: 8-växlad PDK                                         | 8-växlad PDK                                                                     | 8-växlad PDK                                                                     |
| Drivning:                      | Bakhjulsdrift, (4/4S/4GTS): fyrhjulsdrift                                        | Bakhjulsdrift, (4/4S/4GTS): fyrhjulsdrift                                        | Bakhjulsdrift, (4/4S/4GTS): fyrhjulsdrift                                        | Fyrhjulsdrift                                                                    | Fyrhjulsdrift                                                                    |
| Bromsar:                       | Ventilerade skivbromsar, ABS Tillval:Keramiska bromsar                           | Ventilerade skivbromsar, ABS Tillval:Keramiska bromsar                           | Ventilerade skivbromsar, ABS Tillval:Keramiska bromsar                           | Keramiska bromsar, ABS                                                           | Keramiska bromsar, ABS                                                           |
| Hjulupphängning fram:          | MacPherson-fjäderben, tvärlänkar, krängningshämmare                              | MacPherson-fjäderben, tvärlänkar, krängningshämmare                              | MacPherson-fjäderben, tvärlänkar, krängningshämmare                              | MacPherson-fjäderben, tvärlänkar, krängningshämmare                              | MacPherson-fjäderben, tvärlänkar, krängningshämmare                              |
| Hjulupphängning bak:           | Multilänkaxel, skruvfjädrar, krängningshämmare (Turbo/Turbo S): Fyrhjulsstyrning | Multilänkaxel, skruvfjädrar, krängningshämmare (Turbo/Turbo S): Fyrhjulsstyrning | Multilänkaxel, skruvfjädrar, krängningshämmare (Turbo/Turbo S): Fyrhjulsstyrning | Multilänkaxel, skruvfjädrar, krängningshämmare (Turbo/Turbo S): Fyrhjulsstyrning | Multilänkaxel, skruvfjädrar, krängningshämmare (Turbo/Turbo S): Fyrhjulsstyrning |
| Chassi & kaross:               | Självbärande kaross med hastighetsberoende bakspoiler                            | Självbärande kaross med hastighetsberoende bakspoiler                            | Självbärande kaross med hastighetsberoende bakspoiler                            | Självbärande kaross med hastighetsberoende bakspoiler                            | Självbärande kaross med hastighetsberoende bakspoiler                            |
| Fälgar, däck:                  | Fram: 8,5Jx19 med 235/40 ZR19 Bak: 11,5Jx20 med 295/35 ZR20                      | Fram: 8,5Jx20 med 245/35 ZR20 Bak: 11,5Jx21 med 305/30 ZR21                      | Fram: 8,5Jx20 med 245/35 ZR20 Bak: 11,5Jx21 med 305/30 ZR21                      | Fram: 9Jx20 med 255/35 ZR20 Bak: 11,5Jx21 med 315/30 ZR21                        | Fram: 9Jx20 med 255/35 ZR20 Bak: 11,5Jx21 med 315/30 ZR21                        |
| Hjulbas:                       | 2450 mm                                                                          | 2450 mm                                                                          | 2450 mm                                                                          | 2450 mm                                                                          | 2450 mm                                                                          |
| Längd x bredd x höjd:          | 4519 x 1852 x 1300 mm                                                            | 4519 x 1852 x 1300 mm                                                            | 4533 x 1852 x 1303 mm                                                            | 4535 x 1900 x 1303 mm                                                            | 4535 x 1900 x 1303 mm                                                            |
| Torrvikt:                      | Carrera: 1580 kg Carrera 4: 1630 kg                                              | Carrera S: 1590 kg Carrera 4S: 1640 kg                                           | Carrera GTS: 1620 kg Carrera 4GTS: 1670 kg                                       | 1715 kg                                                                          | 1715 kg                                                                          |
| Acc. 0–100 km/h:               | 4,2 s/4,0 s                                                                      | Carrera S: 3,7 s/3,5 s Carrera 4S: 3,6 s/3,4 s                                   | Carrera GTS: 3,4 s Carrera 4GTS: 3,3s                                            | 2,8 s                                                                            | 2,7 s                                                                            |
| Toppfart:                      | Carrera: 293 km/h Carrera 4: 291 km/h                                            | Carrera S: 308 km/h Carrera 4S: 306 km/h                                         | Carrera GTS: 311 km/h Carrera 4GTS: 309 km/h                                     | 320 km/h                                                                         | 330 km/h                                                                         |
| Bränsleförbrukning per 100 km: | Carrera: 10,6 l Carrera 4: 11,0 l                                                | Carrera S: 10,4 l Carrera 4S: 11,0 l                                             | Carrera GTS: 11,0 l Carrera 4GTS: 11,4 l                                         | 12,3 l                                                                           | 12,3 l                                                                           |

## Porsche 992.2
Sommaren 2024 uppdaterades 992:an. Den största förändringen gäller GTS-modellen som nu är en hybridbil.

### Tekniska data
| Porsche 992.2:                 | 911 Carrera                                                           | 911 Carrera GTS                                                       |
| ------------------------------ | --------------------------------------------------------------------- | --------------------------------------------------------------------- |
| Förbränningsmotor:             | 6-cyl boxermotor med turbo                                            | 6-cyl boxermotor med turbo + elmotor                                  |
| Cylindervolym:                 | 2981 cm³                                                              | 3591 cm³                                                              |
| Borrning x slaglängd:          | 91,0 x 76,4 mm                                                        | 97,0 x 81,0 mm                                                        |
| Max effekt:                    | 394 hk vid v/min                                                      | 541 hk vid v/min                                                      |
| Max vridmoment:                | 450 Nm vid 1 950 v/min                                                | 610 Nm vid 2 300 v/min                                                |
| Ventilstyrning:                | Dubbla överliggande kamaxlar per cylinderrad, 4 ventiler per cylinder | Dubbla överliggande kamaxlar per cylinderrad, 4 ventiler per cylinder |
| Bränslesystem:                 | Direktinsprutning                                                     | Direktinsprutning                                                     |
| Kylning:                       | Vätskekylning                                                         | Vätskekylning                                                         |
| Växellåda:                     | 8-växlad dubbelkopplingslåda (PDK)                                    | 8-växlad dubbelkopplingslåda (PDK)                                    |
| Drivning:                      | Bakhjulsdrift, (4GTS): fyrhjulsdrift                                  | Bakhjulsdrift, (4GTS): fyrhjulsdrift                                  |
| Bromsar:                       | Ventilerade skivbromsar, ABS                                          | Ventilerade skivbromsar, ABS                                          |
| Hjulupphängning fram:          | MacPherson-fjäderben, tvärlänkar, krängningshämmare                   | MacPherson-fjäderben, tvärlänkar, krängningshämmare                   |
| Hjulupphängning bak:           | Multilänkaxel, skruvfjädrar, krängningshämmare                        | Multilänkaxel, skruvfjädrar, krängningshämmare                        |
| Chassi & kaross:               | Självbärande kaross med hastighetsberoende bakspoiler                 | Självbärande kaross med hastighetsberoende bakspoiler                 |
| Fälgar, däck:                  | Fram: 8,5Jx19 med 235/40 ZR19 Bak: 11,5Jx20 med 295/35 ZR20           | Fram: 8,5Jx20 med 245/35 ZR20 Bak: 11,5Jx21 med 305/30 ZR21           |
| Hjulbas:                       | 2450 mm                                                               | 2450 mm                                                               |
| Längd x bredd x höjd:          | 4542 x 1852 x 1298 mm                                                 | 4533 x 1852 x mm                                                      |
| Torrvikt:                      | Carrera: 1595 kg                                                      | Carrera GTS: 1670 kg Carrera 4GTS: 1720 kg                            |
| Acc. 0–100 km/h:               | 4,1 s/3,9 s                                                           | 3,0 s                                                                 |
| Toppfart:                      | 294 km/h                                                              | 312 km/h                                                              |
| Bränsleförbrukning per 100 km: | 10,1 l                                                                | 10,7 l                                                                |

## Porsche 992 GT

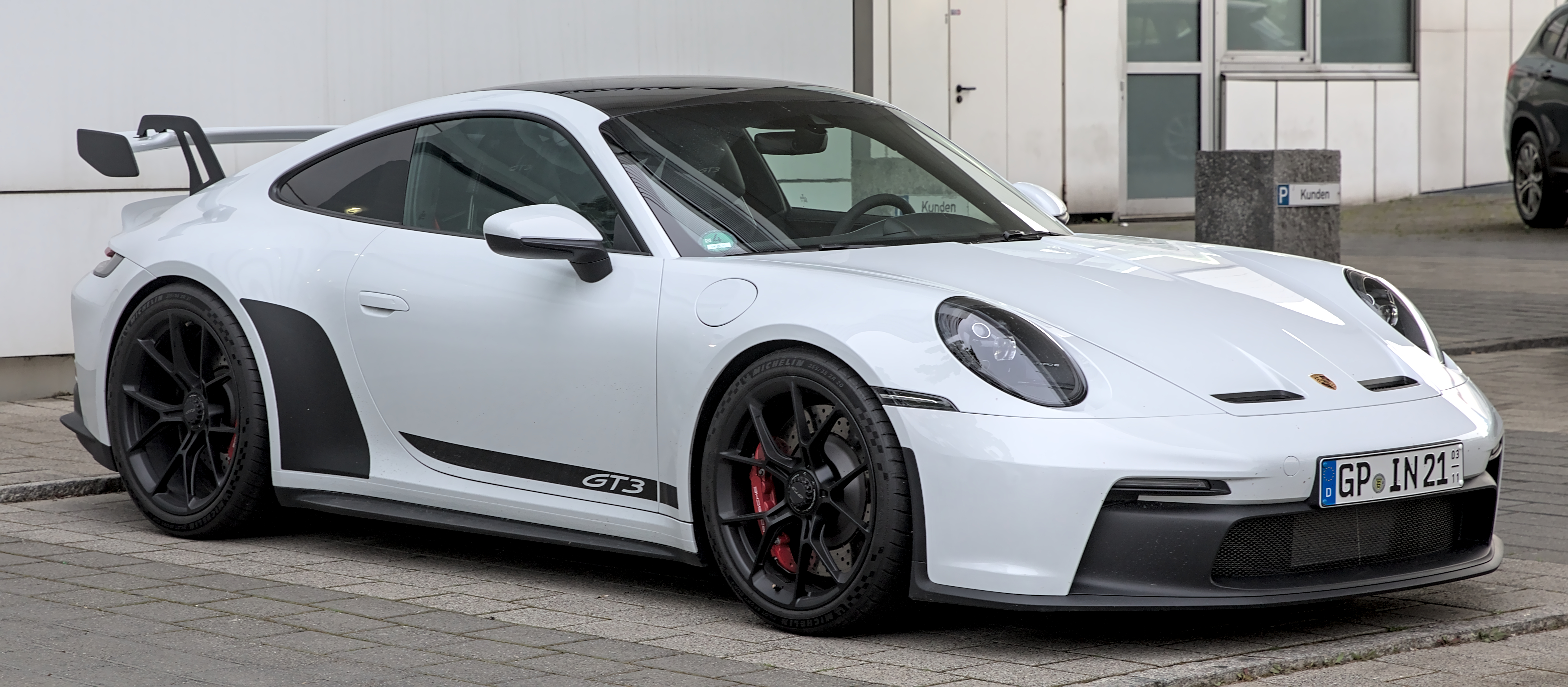
Porsche 992 GT3

### Tekniska data
| Porsche 992 GT                 | 911 GT3                                                                 | 911 GT3 RS                                                              |
| ------------------------------ | ----------------------------------------------------------------------- | ----------------------------------------------------------------------- |
| Motor:                         | 6-cyl boxermotor                                                        | 6-cyl boxermotor                                                        |
| Cylindervolym:                 | 3996 cm³                                                                | 3996 cm³                                                                |
| Borrning x slaglängd:          | 102 x 81,5 mm                                                           | 102 x 81,5 mm                                                           |
| Max effekt vid varvtal:        | 510 hk vid 8 400 v/min                                                  | 525 hk vid 8 500 v/min                                                  |
| Max vridmoment vid varvtal:    | 470 Nm vid 6 100 v/min                                                  | 465 Nm vid 6 300 v/min                                                  |
| Ventilstyrning:                | Dubbla överliggande kamaxlar per cylinderrad, 4 ventiler per cylinder   | Dubbla överliggande kamaxlar per cylinderrad, 4 ventiler per cylinder   |
| Kylning:                       | Vätskekylning                                                           | Vätskekylning                                                           |
| Växellåda:                     | 6-växlad växellåda Tillval: 7-växlad dubbelkopplingslåda (PDK)          | 7-växlad dubbelkopplingslåda (PDK)                                      |
| Drivning:                      | Bakhjulsdrift                                                           | Bakhjulsdrift                                                           |
| Bromsar:                       | Ventilerade skivbromsar, ABS. Tillval:Keramiska bromsar                 | Ventilerade skivbromsar, ABS. Tillval:Keramiska bromsar                 |
| Hjulupphängning fram:          | Dubbla tvärlänkar, McPherson fjäderben, skruvfjädrar, krängningshämmare | Dubbla tvärlänkar, McPherson fjäderben, skruvfjädrar, krängningshämmare |
| Hjulupphängning bak:           | Multilänkaxel, skruvfjädrar, krängningshämmare                          | Multilänkaxel, skruvfjädrar, krängningshämmare                          |
| Kaross:                        | Självbärande kaross med fast bakspoiler                                 | Självbärande kaross med fast bakspoiler                                 |
| Fälgar, däck:                  | Fram: 9,5Jx20 med 255/35 ZR20 Bak: 12Jx21 med 315/30 ZR21               | Fram: 10Jx20 med 275/35 ZR20 Bak: 13Jx21 med 335/30 ZR21                |
| Hjulbas:                       | 2457 mm                                                                 | 2457 mm                                                                 |
| Längd x bredd x höjd:          | 4573 x 1852 x 1279 mm                                                   | 4572 x 1900 x 1322 mm                                                   |
| Tomvikt:                       | 1495 kg                                                                 | 1525 kg                                                                 |
| Acceleration 0 – 100 km/h:     | 3,4 s                                                                   | 3,2 s                                                                   |
| Topphastighet:                 | 318 km/h                                                                | 296 km/h                                                                |
| Bränsleförbrukning per 100 km: | 13,0 l                                                                  | 13,4 l                                                                  |